# زدينكا ساميش
زدينكا ساميش (ولدت في الثالث عشر من شهر آذار عام 1904 –توفيت في الثامن من شهر آذار عام 2008) هي باحثة إسرائيلية–تشيكية في مجال تكنولوجيا الغذاء، وواحدة من أوائل الباحثين في مجال الزراعة في إسرائيل. درست ساميش أساليب معالجة الفواكه والخضروات صناعياً، وعملية التعليب والعدوى بالطفيليات التي تصيب الطعام. نُشر بحثها في عددٍ من المجلات. كما كانت ساميش رئيسة قسم تكنولوجيا الغذاء في مركز الأبحاث الزراعية (مركز فولكاني) في مدينة رحوفوت منذ بدايات الخمسينيات في القرن الماضي وحتى عام 1969.

## حياتها المبكرة
وُلدت زدينكا (ديفوراه) كُوْنْ في مدينة براغ التشيكية، وكان والداها هما أوتو وفيلما كون. كانت زدينكا ناشطة في حركة الشباب الصهيونية، ثم هاجرت إلى فلسطين سنة 1924. وبعد سنتين، أي في عام 1926، سافرت برفقة زوجها –موشي رودولف ساميش، وهو مواطن تشيكي أيضاً –إلى كاليفورنيا لاستكمال دراستهما في جامعة كاليفورنيا دافيس وجامعة كاليفورنيا بيركلي. فحصلت زدينكا على شهادة بكالوريوس من جامعة كاليفورنيا دافيس عام 1931، ثم حصلت على شهادة ماستر في علوم الأعمال المنزلية عام 1933 من جامعة كاليفورنيا بيركلي. وكانت أطروحة الماستر خاصتها حول “تأثير فَرْط الفيوستيرول وخلاصة الدريقات على أنسجة الجرذان”.

## مسيرتها المهنية
عاد الزوجان عام 1934 إلى فلسطين، حيث بدأت زدينكا تعمل كيميائية في مصنع لتعليب الفاكهة في رحوفوت. وفي عام 1937، التحقت زدينكا بمركز الأبحاث التجريبية في المدينة ذاتها، وفي عام 1946، أصبحت رئيسة مختبر تعليب الفاكهة والخضروات. وأصبحت عام 1949 مدرسة في كلية الزراعة في رحوفوت ضمن الجامعة العبرية في القدس، واختصت هناك بتدريس تكنولوجيا الغذاء. ولكن بعد عام 1951، أصبحت زدينكا رئيسة قسم تكنولوجيا الغذاء في مركز الأبحاث الزراعية في المدينة نفسها، رحوفوت.

## أبحاثها
حصلت ساميش عام 1946 على منحة من حكومة الانتداب على فلسطين لتطوّر طرق إنتاج العصائر والمركزات من الحمضيات. وتلقّت عام 1947 براءة اختراع من الولايات المتحدة لأنتاجها معجون الحمضيات المجففة.
أما مشاريعها البحثية الأخرى، فمن ضمنها دراسة أميركية إسرائيلية مشتركة عن الكائنات المجهرية الموجودة في لب الفاكهة والخضار، والتقنيات اللازمة لعصر الزيتون والحصول على الزيت، وإنتاج معجون الطماطم، والمعالجات الصناعية للبطاطا والدراق، وتجميد وتجفيف الخضروات.
أجرت ساميش أيضاً بحثاً حول نوعٍ من الخيار يطفو فوق السطح بدلاً من بقائه ضمن الملح خلال عملية التخليل، وأدرج بحثها ضمن مجلة (ساينس نيوز) الأميركية وفي مجلة (الزراعة والبستنة العضوية).
عملت ساميش أيضاً مستشارة للجان تخطيط إنتاج الأغذية، وساهمت في صياغة معاييرٍ للمنتجات الغذائية لدى المؤسسات الإسرائيلية والعالمية. كما أدخلت موضوع التعليب إلى المدارس الزراعية في إسرائيل.
تقاعدت ساميش عن العمل عام 1969، لكن ذلك لم يمنعها من استكمال بحوثها في مركز فولكاني لعدة أعوامٍ أخرى. كما عُيّنت ممثلة رسمية لمجلس الفاكهة في وزارة الزراعة الإسرائيلية عام 1979.

## الجوائز والامتيازات
في عام 1992، حصلت على امتيازٍ باعتبارها باحثة زراعية قديرة، وذلك لكونها أول أول باحثة زراعية في المنطقة قبل أن تقوم دولة إسرائيل. وفي عام 1966، حصلت على امتياز لكونها مواطنة قديرة في مدينة رحوفوت.

## حياتها الشخصية
رُزقت ساميش وزوجها موشي بصبيين. حيث عمل زوجها، الحاصل على شهادة الدكتوراه، في مركز الأبحاث التجريبي في رحوفوت في منطقة المزارع، وكان رئيس قسم علم زراعة الأثمار وزراعة العنب في مركز الأبحاث الزراعية (مركز فولكاني)، كما كان بروفيسوراً في الجامعة العبرية في القدس ودرّس في كلية الزراعة في رحوفوت.
توفيت زدينكا ساميش في الثامن من شهر آذار عام 2008، قبل عيد ميلادها الـ 104 بأسبوع تقريباً، ودفنت بجوار زوجها في مقبرة رحوفوت القديمة.